# Süpercan
SüperCan es un  videojuego freeware de acción-aventura en tercera persona desarrollado por Sobee Studios en el 2011 para la Windows. SüperCan entre las finalistas a los European Excellence Awards 2011.